# Jean Bouin
Alexandre François Étienne Jean Bouin (21. prosince 1888 Marseille – 29. září 1914 Xivray-et-Marvoisin) byl francouzský atlet. Věnoval se šermu a plavání, pak se zaměřil na běh na střední a dlouhé tratě. Od roku 1903 závodil za Club Athlétique de l'école de l'industrie v Marseille, později působil v pařížském Club Athlétique de la Société Générale.
Na Letních olympijských hrách 1908 vypadl v běhu na 1500 m v semifinále. V závodě družstev na tři míle pomohl Francouzům postoupit z rozběhu, avšak ve finále, kde obsadili třetí místo, již nestartoval; je proto sporné, zda má být uváděn jako medailista. Na Letních olympijských hrách 1912 se zúčastnil závodu na 5000 m. Dlouho vedl, avšak ve finiši jej porazil Hannes Kolehmainen. Získal tak stříbrnou medaili, i když jeho čas 14:36,7 byl lepší než dosavadní světový rekord.
Na Cross des nations (předchůdce mistrovství světa v přespolním běhu) vyhrál v letech 1911, 1912 a 1913 a byl druhý v roce 1909. Byl mistrem Francie v běhu na 5000 m, 10 000 m a čtyřikrát v přespolním běhu. Vyhrál pětkrát po sobě běžecký závod z Nice do Monaka (1908 až 1902) a dvakrát Challenge Ayçaguer (1909 a 1913). Vytvořil sedm světových rekordů: v půlhodinovce, hodinovce, na tři míle, šest mil, jedenáct mil, na 10000 m a 15000 m. Také působil jako žurnalista v novinách Petit Provençal a vydal knihu o běžeckém tréninku Comment on devient champion de course à pied.
Po vypuknutí první světové války narukoval ke 163. pěšímu pluku a padl v první bitvě na Marně, posmrtně mu byla udělena Médaille militaire. V Paříži je po něm pojmenováno sportovní zařízení Stade Jean-Bouin a v Barceloně se koná závod Cursa Jean Bouin.